# La sargento Matacho

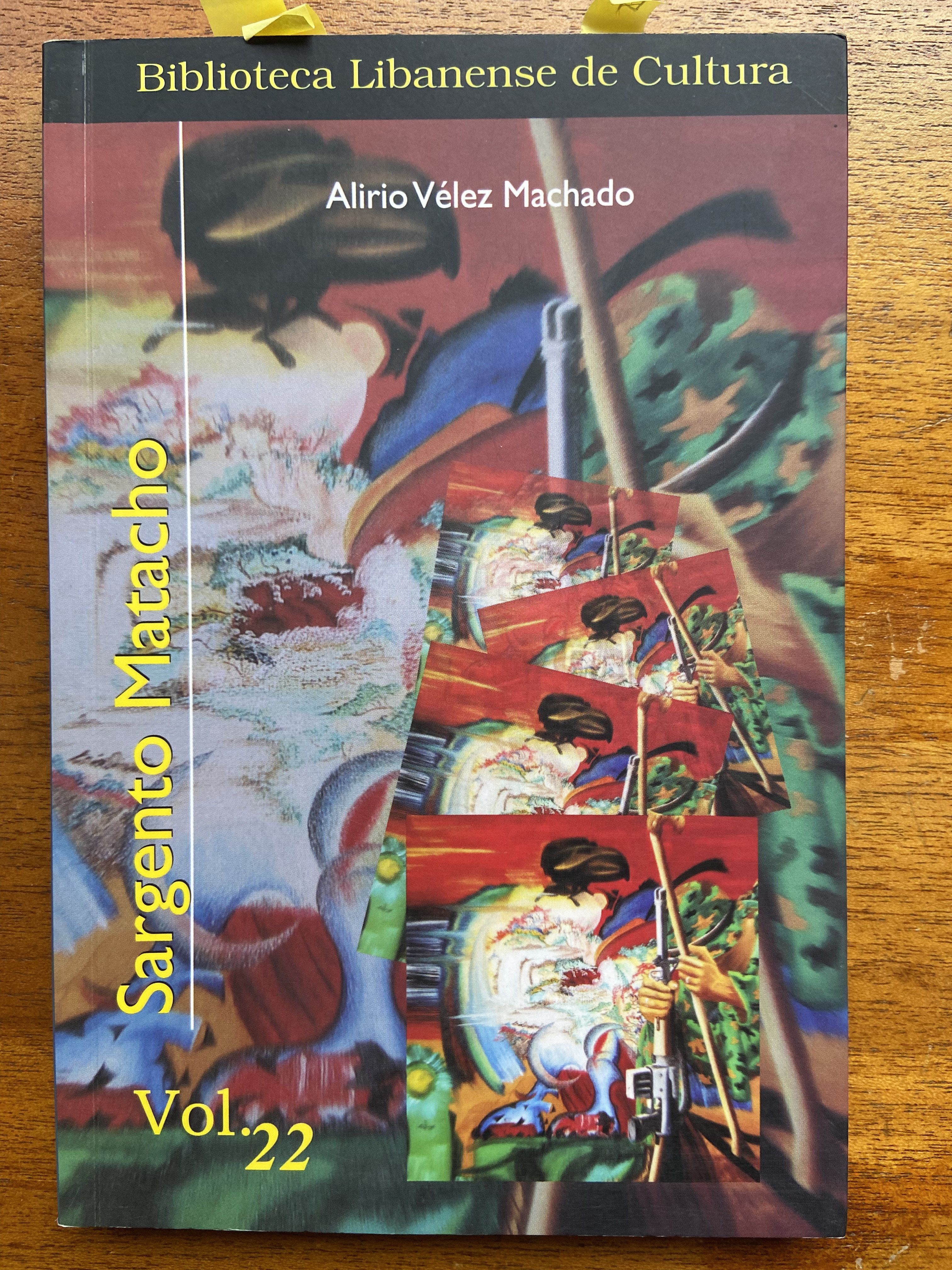
Tercera edición (2009) del libro Sargento Matacho, del autor Alirio Vélez Machado; libro en el cual está inspirada la adaptación cinematográfica.

La sargento Matacho es una película dramática colombiana de 2015 dirigida por William González con guion de Marco Antonio López Salamanca. Fue protagonizada por Fabiana Medina, Marlon Moreno y Damián Alcázar. La película cosechó una gran cantidad de reconocimientos a nivel nacional e internacional, entre los que destacan el premio a mejor actriz en el Festival de Cine de Guayaquil y en el Festival Internacional Frostbite en los Estados Unidos, el premio a mejor director en el Festival Internacional de Cine del Valle de Guadalquivir España y el Círculo Precolombino de Bronce a mejor película en el Festival de Cine de Bogotá.

## Sinopsis
En el año 1948 la violencia partidista azota el campo colombiano. En un paraje del Tolima, sur del país, miembros de las fuerzas oficiales dan muerte a varios campesinos liberales, entre ellos al marido de Rosalba Velasco. La joven presencia la masacre y cae en un proceso de despersonalización que la convierte en instrumento de venganza y muerte. Durante una década sus acciones dejarán como saldo un sinnúmero de policías y civiles muertos y se convertirá en blanco de la persecución del ejército, de la policía y de las bandas paramilitares de la época. Inicialmente Rosalba actúa por cuenta propia.  Sin embargo, los jefes de bandas armadas ilegales, de filiación liberal y opuestas al gobierno conservador, tratan de neutralizar los excesos de Rosalba y la integran a sus filas. La joven se destaca por su arrojo y gana el respeto de sus compañeros. En adelante se le conocerá como La Sargento Matacho. Aunque por su condición síquica Matacho es incapaz de conectarse emocionalmente con sí misma o con los sentimientos de los demás, genera a su alrededor una suerte de atracción inevitable. Los distintos jefes de las bandas a las que se une la convierten en su compañera y ella, paradójicamente, engendra vida en su vientre mientras siega la de sus enemigos. Muere a manos del ejército colombiano cuando está a punto de dar a luz un hijo de Desquite, famoso bandolero de la época.
- Fabiana Medina como Rosalba Velasco.
- Damián Alcázar como Feliciano Pachón.
- Marlon Moreno como Richard.
- Juan Pablo Barragán como Desquite.
- Juan Pablo Franco como Huelgos.